# Les Hautes-Rivières
Les Hautes-Rivières, voor de Eerste Wereldoorlog: Trigne, is een gemeente in het Franse departement Ardennes in de regio Grand Est. De plaats maakt deel uit van het arrondissement Charleville-Mézières. Les Hautes-Rivières telde op 1 januari 2022 1.253 inwoners.

## Geografie
De oppervlakte van Les Hautes-Rivières bedroeg op 1 januari 2022 31,34 vierkante kilometer; de bevolkingsdichtheid was toen 40 inwoners per km².
De onderstaande kaart toont de ligging van Les Hautes-Rivières met de belangrijkste infrastructuur en aangrenzende gemeenten.

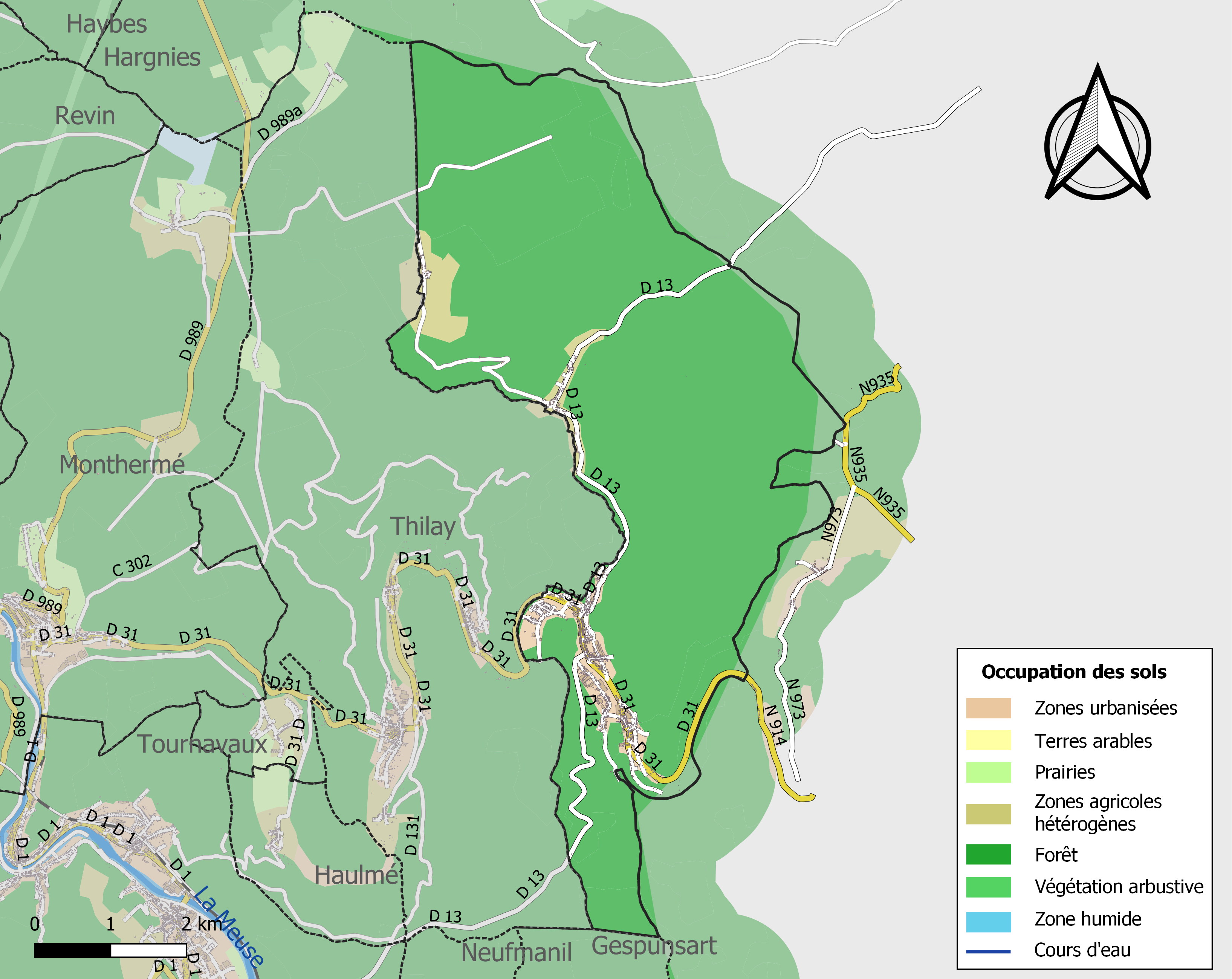

## Demografie
Onderstaande figuur toont het verloop van het inwonertal.
Vanwege een beveiligingsprobleem met de MediaWiki Graph-software is het momenteel niet mogelijk deze grafiek weer te geven. Zodra de software is bijgewerkt zal de grafiek vanzelf weer zichtbaar worden.

## Afbeeldingen

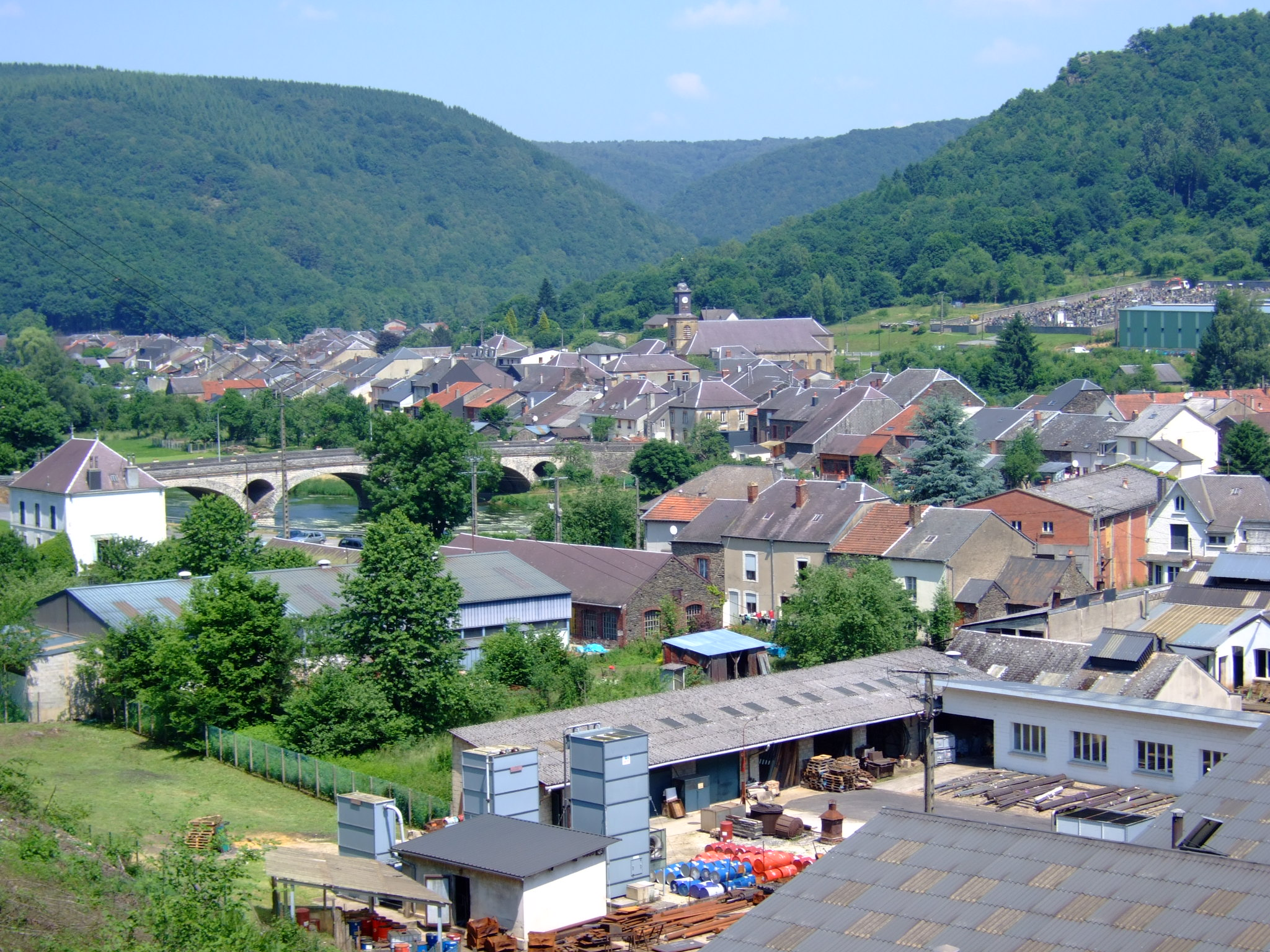
Zicht op Les Hautes-Rivières
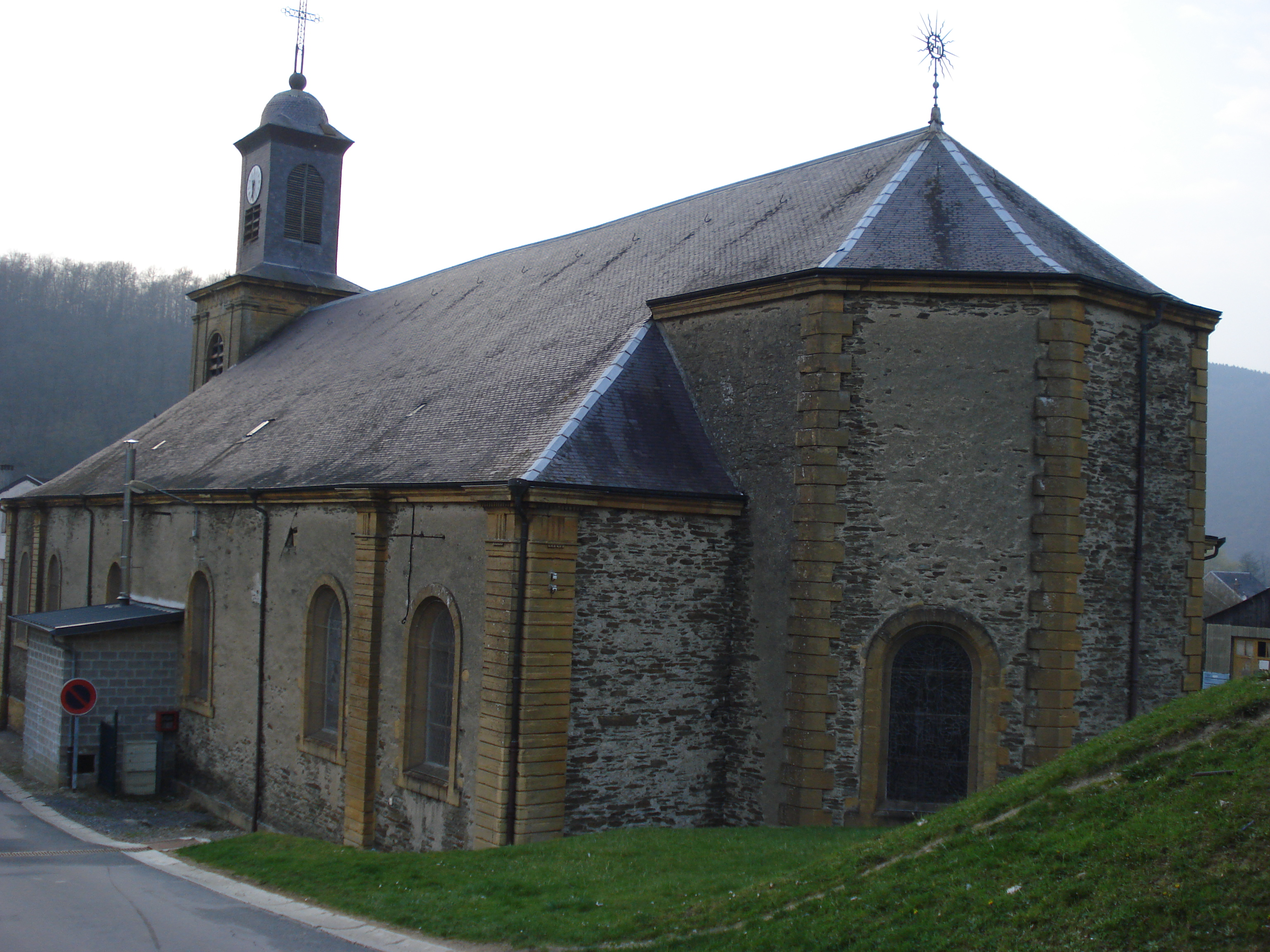
De kerk van Les Hautes-Rivières
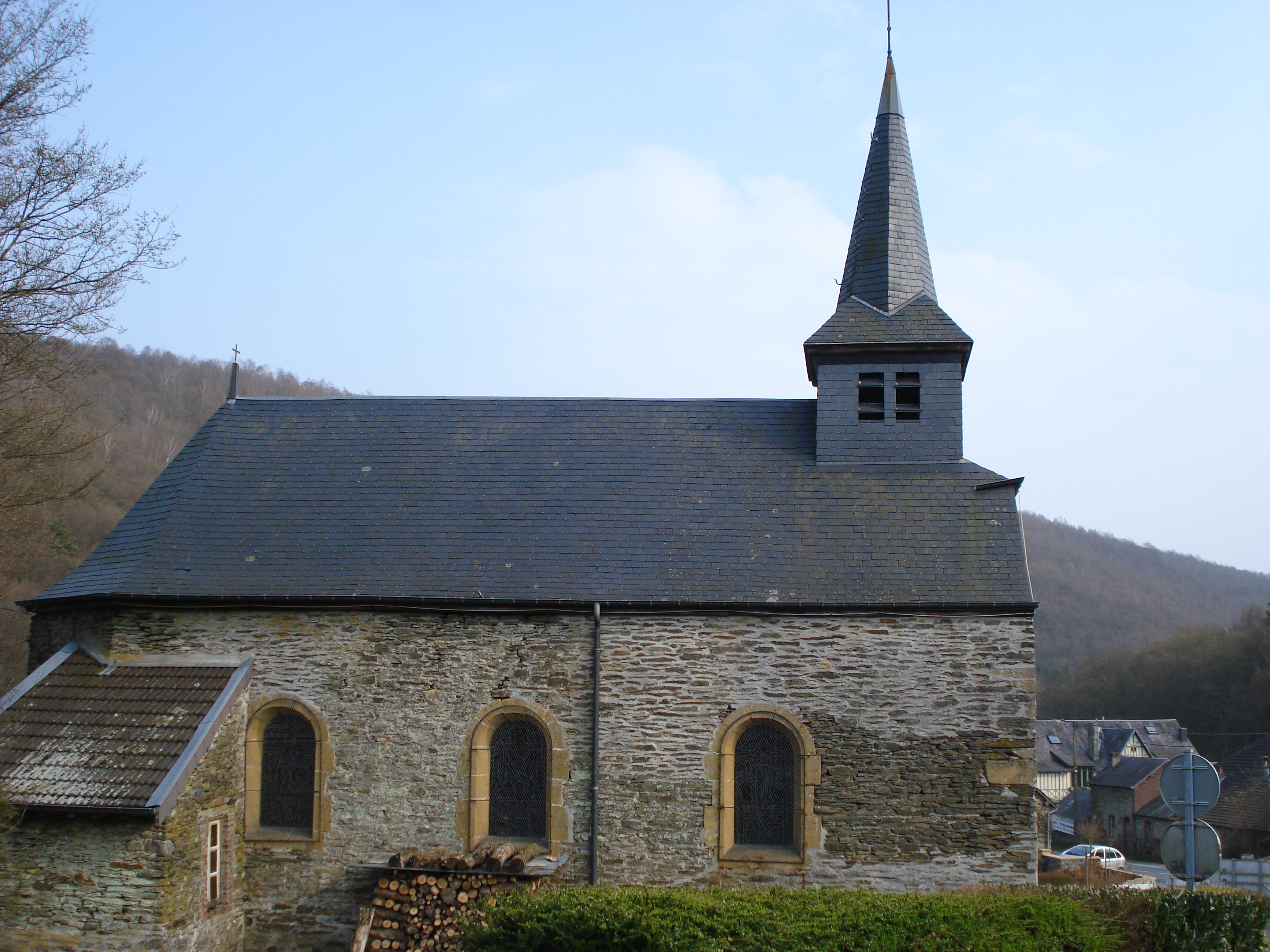
De kerk van Linchamps
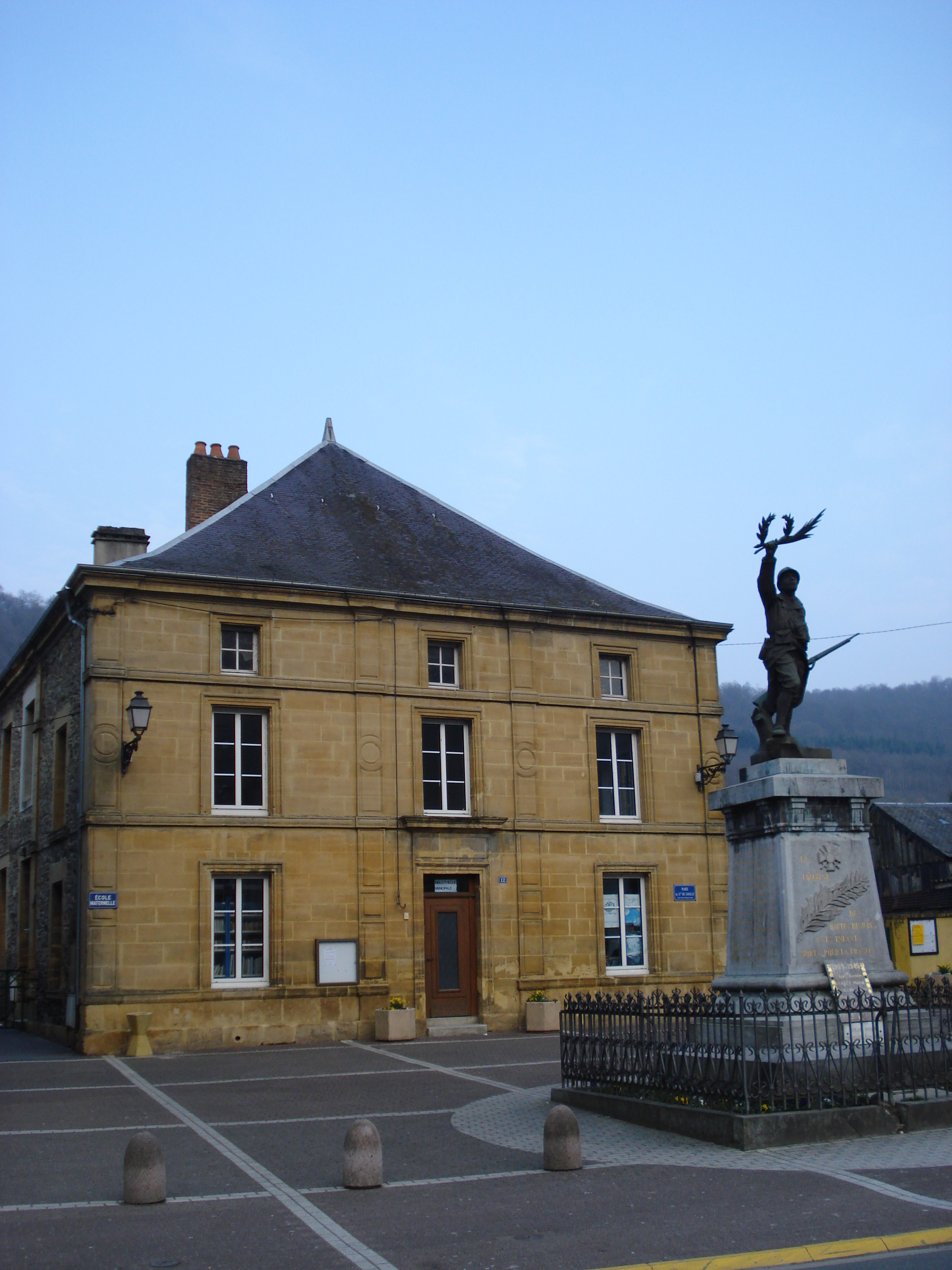
De school van Les Hautes-Rivières en het oorlogsmonument
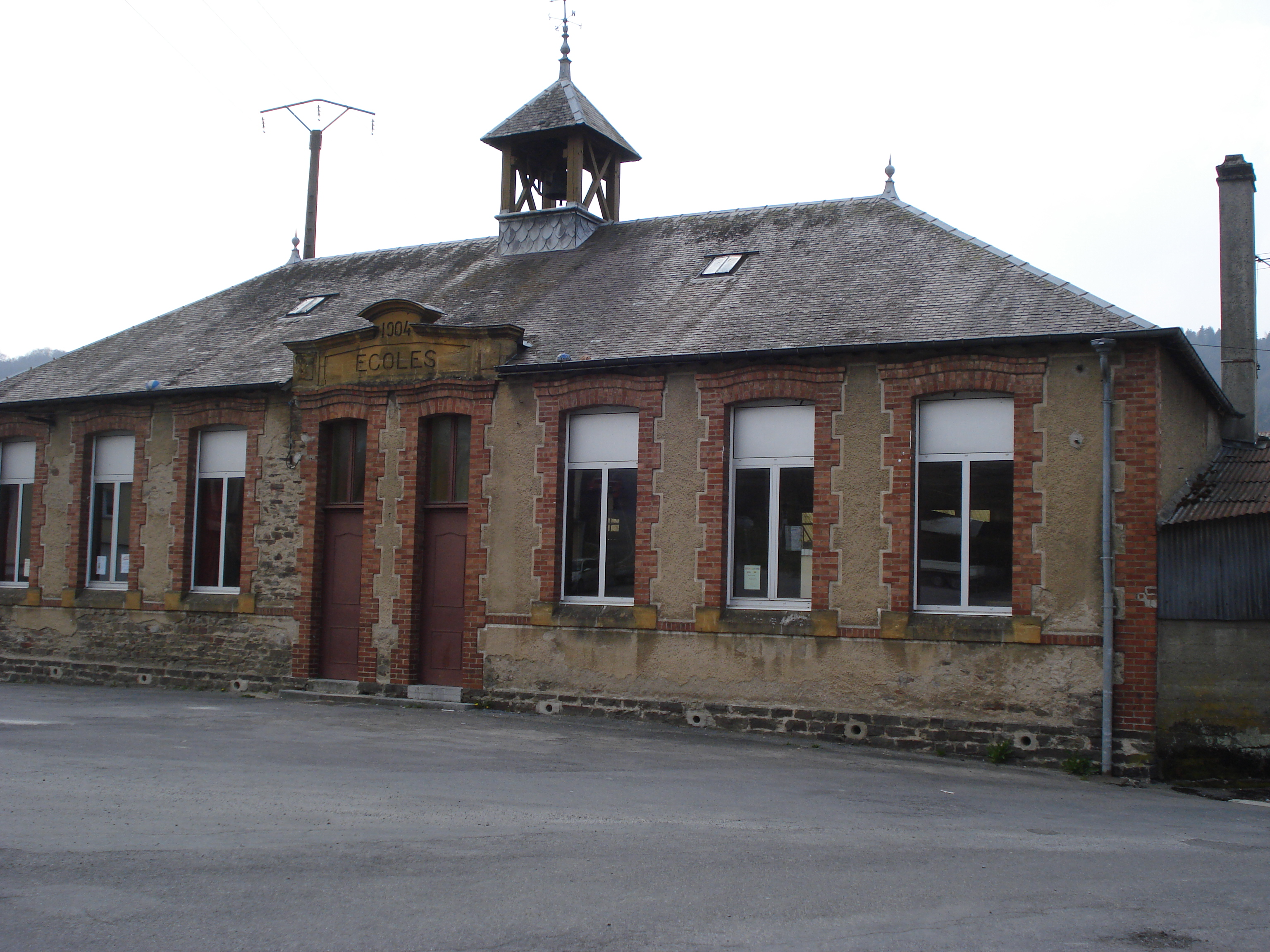
De voormalige school in Sorendal
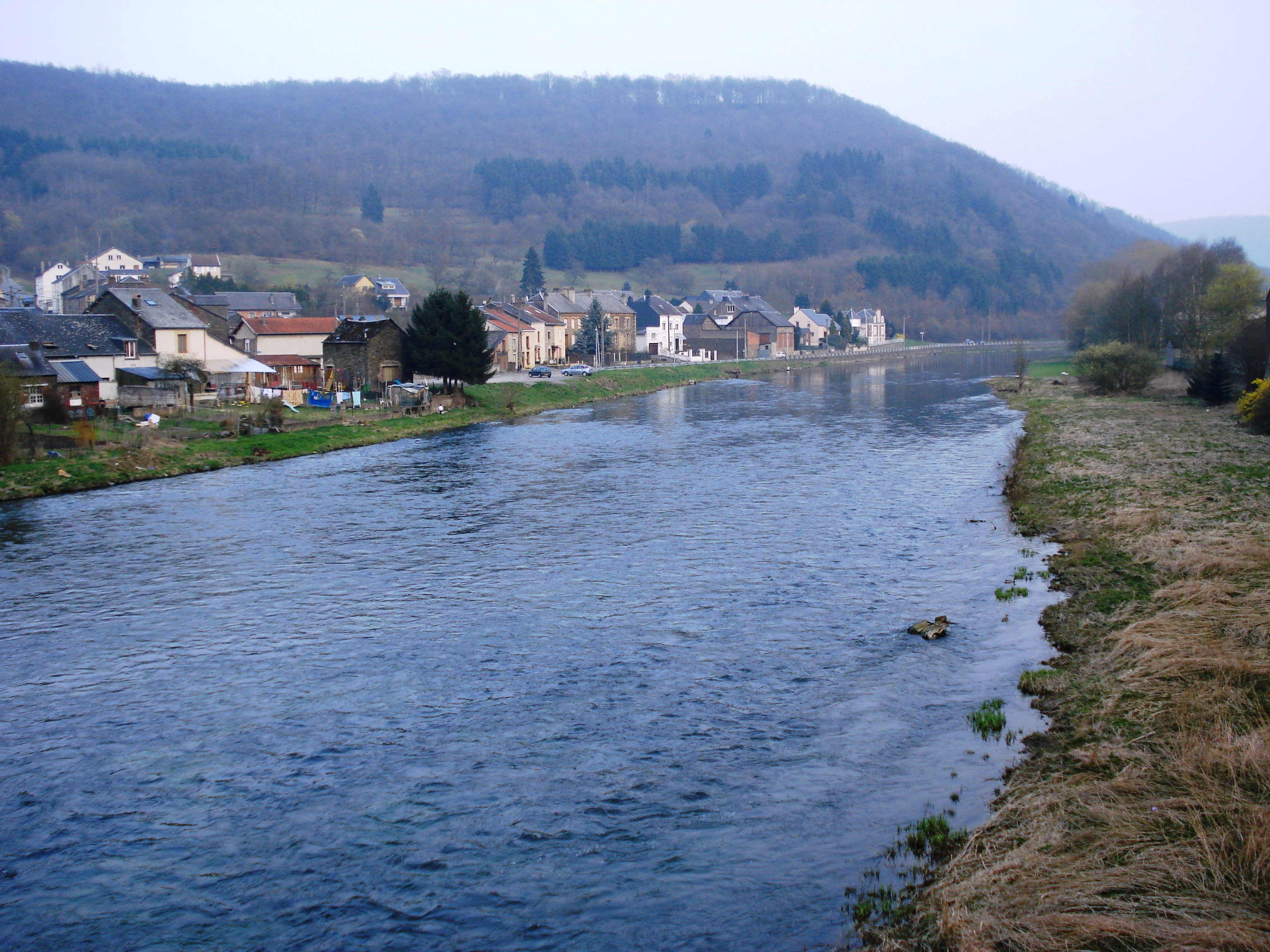
De Semois
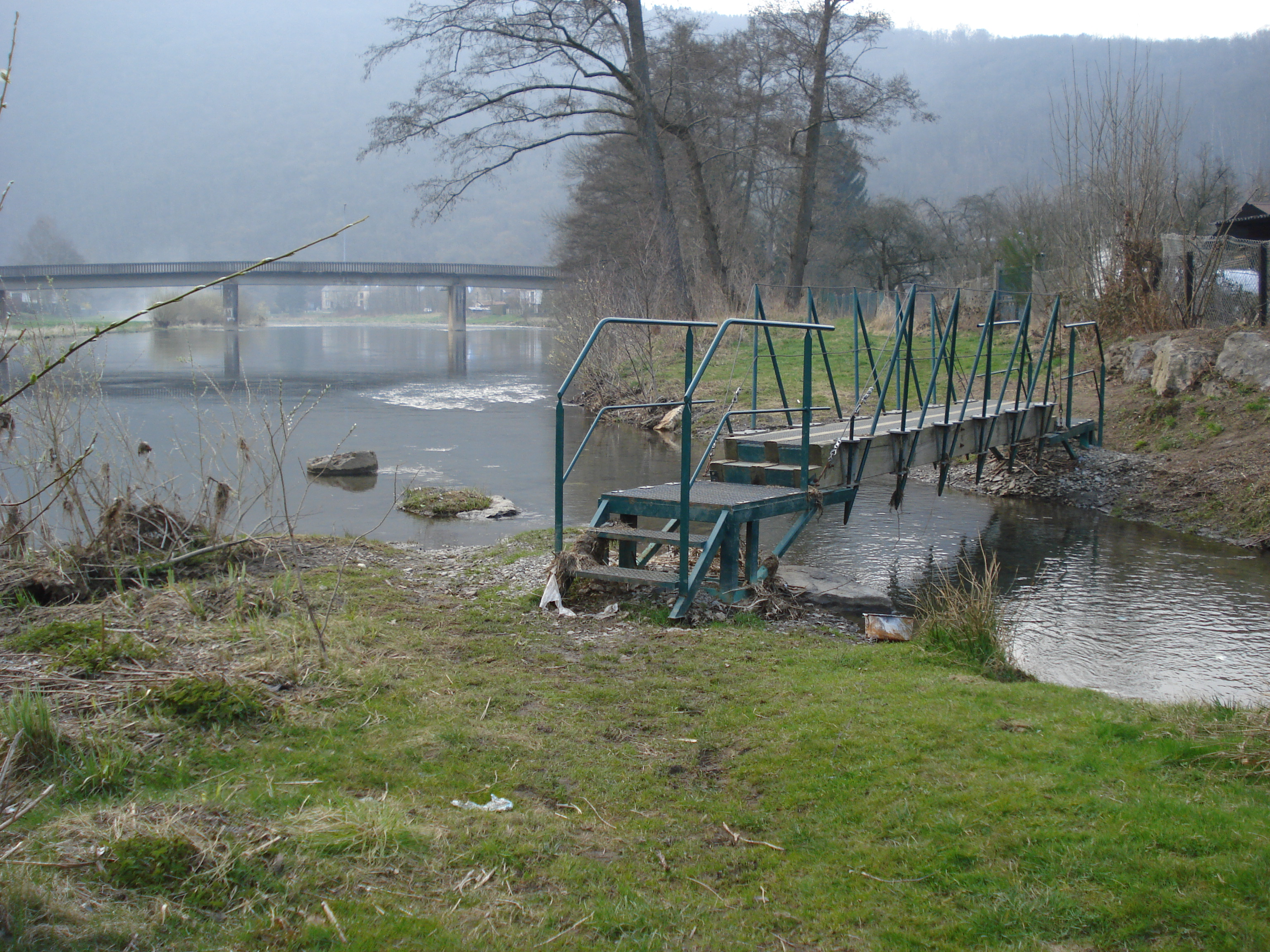
Ruisseau de Saint-Jean (Sint Jansbeek), uitmondend in de Semois.

Bogny-sur-Meuse · Deville · Haulmé · Les Hautes-Rivières · Joigny-sur-Meuse · Laifour · Les Mazures · Montcornet · Monthermé · Renwez · Thilay · Tournavaux